# Křtomil
Křtomil (deutsch Krestomil, früher Krztomil) ist eine Gemeinde in Tschechien. Sie liegt vier Kilometer nordwestlich von Bystřice pod Hostýnem und gehört zum Okres Přerov.

## Geographie
Křtomil erstreckt sich beiderseits des Flüsschens Bystřička in der Podbeskydská pahorkatina (Vorbeskidenhügelland) und ist die am höchsten gelegene Gemeinde des Okres Přerov. Nördlich erheben sich der Nad Rampliskem (305 m) und die Kroušovy (317 m), im Südosten die Čertoryje (345 m), südlich die Ochozy (344 m) und Chodobná sowie im Westen die Olehlá (316 m) und Šibenice (300 m). Zu Křtomil gehören die Flüren des erloschenen Dorfes Králova.
Nachbarorte sind Radkovy, Blazice und Sovadina im Norden, Mrlínek, Bažantnice und Loukov im Nordosten, Rychlov im Osten, Bílavsko im Südosten, Ochozy, Bosna und Hlinsko pod Hostýnem im Süden, Prusinovice und Kozrál im Südwesten, Lipová im Westen sowie Dřevohostice im Nordwesten.

## Geschichte
Die Funde eines Gräberfeldes und einer Siedlungsstätte bei Ochozy belegen eine frühzeitliche Besiedlung des Gemeindegebietes.
Die erste schriftliche Erwähnung von Krstomil erfolgte im Jahre 1365 in der Olmützer Landtafel. Im Jahre 1374 wurde das Dorf als Krsthomil bezeichnet. Bis zum Ende des 15. Jahrhunderts wechselten die Besitzer des Gutes häufig. Die Vladiken von Křtomil ließen im Dorf eine Feste erbauen, die seit 1498 nachweisbar ist. 1517 erwarben die Herren von Zierotin auf Dřevohostice das Gut Křtomil. Nach der Schlacht am Weißen Berg erwarb Zdeněk Vojtěch Popel von Lobkowicz die zuvor Jan Skrbenský von Hříště und Václav Bítovský von Bítov gehörigen konfiszierten Güter Bystřice pod Hostýnem, Prusinovice und Dřevohostice. Die Feste Křtomil erlosch spätestens während des Dreißigjährigen Krieges. Bis zur Rekatholisierung bestand in Křtomil eine Gemeinde der Mährischen Brüder, die auch einen Friedhof besaß. Zdeněks Sohn Wenzel Eusebius von Lobkowicz verkaufte im Jahre 1635 einen Teil der Herrschaft Dřevohostice einschließlich Křtomil an Johann Anton von Rottal, der das Dorf 1650 an die vereinigte Herrschaft Bystřice-Holešov anschloss. Ab 1718 wurde der Ort als Krežtomühl bezeichnet. Das älteste Ortssiegel stammt von 1749. Im Jahre 1789 ging der Besitz von den Grafen Rottal an die Grafen della Rovere di Monte l’Abbate über und 1804 erbte Johann Nepomuk Graf von Wengerský die Herrschaft. Ihm folgten 1827 die Grafen Laudon. Bis zur Mitte des 19. Jahrhunderts blieb Krztomil immer nach Bystřice untertänig.
Nach der Aufhebung der Patrimonialherrschaften bildete Křtomil / Krztomil ab 1850 eine Gemeinde in der Bezirkshauptmannschaft Holleschau. Zu Beginn des 20. Jahrhunderts gebrauchte die Gemeinde auch den Namen Krtomily. Bis zur Mitte des 20. Jahrhunderts trieb die Wasserkraft der Bystřička zwei Mühlen an. Im Zuge der Gebietsreform von 1960 wurde Křtomil nach Lipová eingemeindet und zugleich nach der Aufhebung des Okres Holešov dem Okres Přerov zugeordnet. Am 1. Juli 1983 wurde Křtomil zusammen mit Lipová nach Dřevohostice eingemeindet. Seit dem 24. November 1990 ist Křtomil wieder eigenständig. Seit 2004 führt die Gemeinde ein Wappen und Banner.

## Wappen
Das Wappen zeigt auf blauem Grund eine goldene Sonne sowie einen roten Löwenkopf mit silbernem Gebiss. Die blaue Farbe symbolisiert die Bystřička, die strahlende Sonne des Wappens der Vladiken von Křtomil und der Löwenkopf das Wappen der Grafen Laudon.

## Ortsgliederung
Für die Gemeinde Křtomil sind keine Ortsteile ausgewiesen.

## Sehenswürdigkeiten
- Glockenturm mit zwei Glocken, errichtet zu Beginn des 19. Jahrhunderts. Die aus dem Jahre 1845 stammende Glocke wurde während der deutschen Besetzung beschlagnahmt. Durch das Engagement von Bürgern der Gemeinde konnte sie vor dem Einschmelzen gerettet und nach Kriegsende am 15. August 1945 wieder aufgehängt werden.
- Zwei Steinkreuze aus dem Anfang des 19. Jahrhunderts
- Gedenkstein für die Opfer des Ersten Weltkrieges, in seiner Nachbarschaft stand früher unter vier alten Linden eine Statue der Jungfrau Maria vom Svatý Hostýn, sie wurde später durch ein Madonnenbildnis ersetzt.